# Distrito de Shapaja
El Distrito peruano de Shapaja es uno de los 14 distritos de la Provincia de San Martín, ubicada en el Departamento de San Martín, perteneciente a la Región San Martín.

## Geografía
La capital se encuentra situada a 207 m s. n. m.

## Geografía humana
En este distrito de la Amazonia peruana habita la etnia Quechua, grupo Quechua Lamista, autodenominado Llacuash